# Fernando Ruiz Gómez
Fernando Ruiz Gómez (Bogotá, 26 de febrero de 1958) es un médico colombiano egresado de la Universidad Javeriana y doctor en salud pública del Instituto Nacional de Salud Pública de México. En marzo de 2020 tomó posesión como Ministro de Salud y Protección Social de Colombia por designación del presidente Iván Duque Márquez.

## Estudios
Fernando Ruiz es egresado del colegio Liceo de Cervantes de Bogotá, es médico y máster en Economía de la Universidad Javeriana. Asimismo, es máster en Salud Pública / Salud Ocupacional de la Harvard School of Public Health, en Boston, y doctor en Salud Pública, del Instituto Nacional de Salud Pública de México.

## Cargos
Se ha desempeñado como director científico del proyecto del Centro de Tratamiento e Investigación sobre Cáncer. También fue consultor del sector salud para el Banco Mundial y fue director del Centro de Proyectos para el Desarrollo (CENDEX) de la Pontificia Universidad Javeriana. Fue director regional de Salud, en Bogotá y cofundador y primer Presidente de la Asociación Colombiana de Economía de la Salud (Acoes). Ha sido investigador de Colciencias y docente del Seminario sobre aseguramiento y Mercados de Salud de la Maestría en Economía de la Salud de la Pontificia Universidad Javeriana y fue parte del Comité Ejecutivo de la Organización Mundial de la Salud. En el sector público se desempeñó como Viceministro de Salud Pública durante el gobierno de Juan Manuel Santos.

## Proyectos
Dirigió el proyecto y la puesta en marcha del primer Centro Integral para la atención del Cáncer en Latinoamérica. 
Como director regional de salud de Bogotá, implementó la política distrital de salud en la zona más vulnerable de la ciudad.
Ha dirigido proyectos como consultor para entidades como el Banco Mundial, el Banco Interamericano de Desarrollo y la Organización Panamericana de la Salud en diferentes temas del área de la salud.